# Clive Standen
Clive James Standen (Holywood, 22 de julho de 1981) é um ator irlandês, mais conhecido por interpretar Rollo na série de televisão Vikings do canal History, Galvão na série Camelot do canal Starz, Arqueiro na série de televisão da BBC, Robin Hood, e Private Carl Harris no programa de ficção científica Doctor Who.

## Vida pessoal
Clive James Standen nasceu em uma base do Exército Britânico em Holywood, Condado de Down, na Irlanda do Norte, e cresceu em Leicestershire, East Midlands, Inglaterra. Ele foi para a escola no King Edward VII School, Melton Mowbray, seguido por um curso de artes cênicas na faculdade Melton Mowbray. Standen, em seguida, cursou artes cênicas na prestigiada Academia de Música e Arte Dramática de Londres. Longe da atuação, na sua adolescência, Standen era lutador de muay thai e, mais tarde, na esgrima chegou a ganhar campeonatos. Ele se casou com a atual esposa, Francesca Standen, em 2007, no Babington House. Eles vivem em Londres, com os seus três filhos. 

## Filmografia
| Ano  | Título                 | Função               | Notas                                 |
| ---- | ---------------------- | -------------------- | ------------------------------------- |
| 2004 | Ten Days to D-Day      | Comandante canadense | Prêmio Emmy de melhor telefilme       |
| 2005 | Tom Brown's Schooldays | Brooke               | Telefilme                             |
| 2006 | Heroes and Villains    | Pete                 |                                       |
| 2007 | Namastey London        | Charlie Brown        | Prêmio Cine de "Melhor filme de 2008" |
| 2010 | Eating Dust            | Spence               |                                       |
| 2012 | Hammer of the Gods     | Hagen                |                                       |
| 2015 | Everest                | Ed Viesturs          |                                       |
| 2018 | Patient Zero           | Coronel Knox         | As filmagens                          |
| 2018 | In Like Flynn          | Chales               |                                       |
| 2019 | Vault                  | Chucky               |                                       |

### Televisão
| Ano        | Título          | Função                 | Episódios                 | Notas            |
| ---------- | --------------- | ---------------------- | ------------------------- | ---------------- |
| 2004       | Waking the Dead | Martin Raynor          | Segunda parte do episódio |                  |
| 2005       | Doctors         | Charlie Halliday       | 3 episódios               |                  |
| 2007       | Zero Hour       | Prefeito Alan Marshall | 1 episódio                |                  |
| 2008       | Doctor Who      | Private Harris         | 3 episódios               |                  |
| 2009       | Robin Hood      | Archer                 | 3 episódios               | Série regular    |
| 2010       | Camelot         | Gawain                 | 10 episódios              | Série regular    |
| 2013– 2020 | Vikings         | Rollo                  | 29 episódios              | Elenco principal |
| 2014       | Atlantis        | Telemon                | Convidado, 2 episódios    |                  |
| 2017-2018  | Taken           | Bryan Mills            | 26 episódios              | Série regular    |
| 2020       | Mirage          | Gabriel Taylor         | 6 episódios               |                  |
| 2020       | Council of Dads | Anthony Lavelle        | 10 episódios              |                  |

### Teatro
- The Invention of Love, Salisbury Playhouse (2006) – Moses Jackson
- West Side Story, Royal Albert Hall (2000) – Diesel
- The Ballad of Salmon Pavey, Shakespeare no Globe Theatre (1999-2000) – Nathanial Giles

## Dublador
| Jogos                      | Ano  | Personagem                      |
| -------------------------- | ---- | ------------------------------- |
| Aliens vs. Predator        | 2010 | Vários líderes da marinha/Civis |
| Inversion                  | 2012 | Leo/Gulthar                     |
| Ghost Recon:Future soldier | 2012 | Kosak                           |